# Francesc Bonacolsi
Francesc Bonacolsi, fou fill natural de Rinald Bonacolsi, nascut després del 1300, capità perpetu de Mòdena el 1321, i que fou deixat morir de fam a la presó de Castellaro després del 16 d'agost de 1328 junt amb altres membres de la família. Es va casar amb Vannina da Correggio, filla de Giberto senyor de Correggio.